# Girl in Red
Marie Ulven Ringheim (Horten, 16 de fevereiro de 1999), conhecida profissionalmente como Girl in Red (geralmente estilizado como girl in red, em caixa baixa), é uma cantora e compositora indie pop norueguesa. Seu single "I Wanna Be Your Girlfriend" ganhou mais de 100 milhões de streams no Spotify, e foi listado no nono lugar na lista do The New York Times de "As 68 melhores músicas de 2018". Desde 2018, Marie lançou dois EP de seu estúdio e acumulou mais de 3 milhões de streams mensais no Spotify.
Marie foi nomeada uma "ícone queer" pela Revista Paper e um "fenômeno" que é "uma das mais astutas e empolgantes cantoras e compositoras que trabalham no mundo do violão" pelo New York Times. Ela é conhecida por apelar para jovens adolescentes com seus "hinos pop sobre romance queer e saúde mental". Sua música, feita a partir do conforto de seu quarto, acumulou mais de 150 milhões de streams em outubro de 2019. Desde 2019, Marie esteve em duas turnês na América do Norte e duas na Europa, e se apresentou em festivais como Lowlands, Rock en Seine e Øyafestivalen. Ela foi nomeada pela NME como "uma das artistas mais badaladas do The Great Escape" em 2019.

## Infância e adolescência
Marie nasceu na cidade de Horten, na Noruega, em 16 de fevereiro de 1999. Ela cresceu na cidade com suas irmãs e seus pais divorciados, e descreveu como "quieto e meio chato" em uma entrevista ao Triple J em outubro de 2019. Sua mãe trabalhava com tecnologia e seu pai trabalhava como policial. Seu avô podia tocar violão e piano, mas ela cresceu sem instrumentos em casa. Ringheim recebeu seu primeiro violão como presente de Natal de seu avô em 2012, mas só começou a tocá-lo em 2013, depois de perder o interesse pelo fingerboard. Ela credita seu avô por despertar seu interesse pela música. Enquanto cursava o ensino médio, Marie estava curiosa para se tornar professora antes de ser apresentada ao violão e composição aos 14 anos. Ela havia aprendido piano, violão e produção musical no conforto de seu quarto. Marie começou escrevendo e lançando música norueguesa e planejava estudar música, mas nunca concluiu que ela se tornaria uma musicista.

## Carreira

### 2015–2017: SoundCloud e "I Wanna Be Your Girlfriend"
Depois de ter recebido o microfone do Blue Yeti por seu pai em 2015, Marie começou a escrever e lançar música norueguesa para o SoundCloud sob o apelido de "Lydia X". Ela parou de frequentar aulas de violão depois de seis meses depois que seu professor se recusou a reconhecer seu interesse em escrever e produzir. Marie mudou o seu nome para "girl in red" depois de tentar se identificar na multidão com um amigo via texto. Usando o novo apelido, ela publicou seu primeiro single "I Wanna Be Your Girlfriend" no SoundCloud em novembro de 2016, onde obteve cerca de 5 mil streams em cinco meses. Após a apresentação do single no site de música norueguês NRK Urørt, "I Wanna Be Your Girlfriend" acumulou milhares de streams e a Marie ganhou um grande número de seguidores on-line.

### 2018–2019:Chapter 1eChapter 2

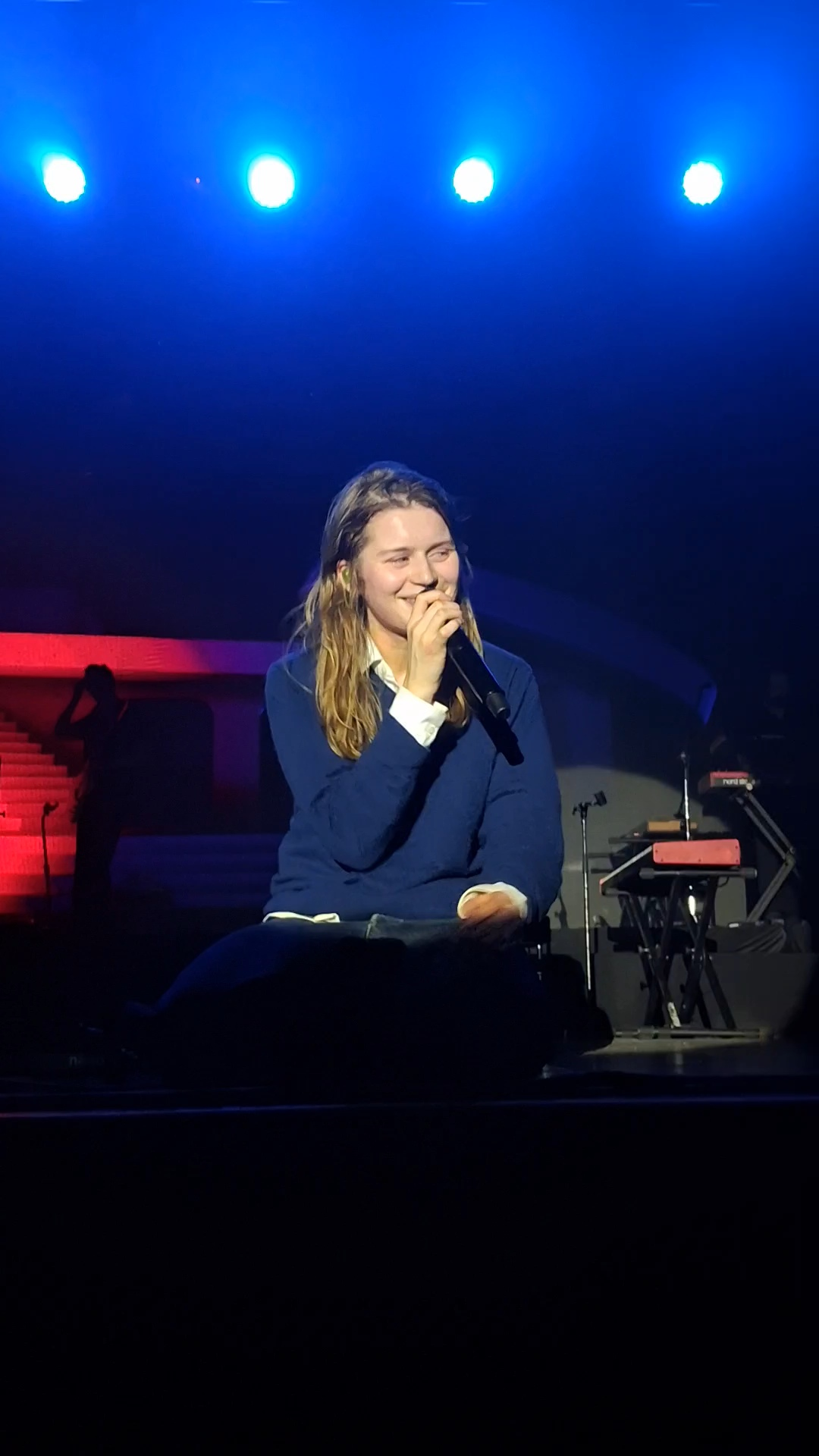
Girl in Red com a turnê I'm Doing It Again Baby! na cidade de São Paulo em 2025

Os singles de Marie em 2018 "Summer Depression" e "Girls" ganharam milhões de visualizações e streams online. No início de 2019, ela ganhou seu primeiro prêmio quando recebeu o "Iniciante Norueguês do Ano" no GAFFA Awards 2018. Marie lançou "I Wanna Be Your Girlfriend" na Apple Music em março de 2018. Após o lançamento do EP de estreia de Marie, Chapter 1, em 14 de setembro de 2018, "I Wanna Be Your Girlfriend" foi listado no número 9 da lista do The New York Times de "As 68 melhores músicas de 2018". Atualmente, a música tem mais de 30 milhões de streams no Spotify. Marie abriu para a Clairo em Dublin e Paris em setembro de 2018 e lançou "We Fell in Love in October" em novembro de 2018, que atingiu o pico de 14 no US Rock Charts em outubro de 2019. Em outubro de 2018, a música "I Wanna Be Your Girlfriend" ganhou "Årets Urørt" nos prêmios P3 Gull. Ela tocou a música como um ato de intervalo na cerimônia de premiação em 2018, ao lado de nomes como Astrid S, Dagny e Emilie Nicolas. Marie embarcou em sua primeira turnê norte-americana apoiando Conan Gray em março de 2019, e lançou seu segundo EP, Chapter 2, sob AWAL em setembro de 2019. Ela embarcou em sua primeira turnê internacional "World in Red", em outubro de 2019, apresentando-se em cidades como Dublin e San Francisco.
Em novembro de 2019, a Dork Magazine anunciou que Girl in Red lideraria sua Lista Hype de 2020, o que significa que ela fará sua primeira aparição na capa em dezembro de 2019. Ela disse à Billboard que lançaria seu álbum de estréia, World in Red, em 2020. Marie foi nomeada para "Iniciante do Ano" nos prêmios P3 Gull de 2019.

### 2020–presente:If I Could Make It Go QuieteI'm Doing It Again Baby!
Em dezembro de 2019, Marie assinou um contrato de gravação mundial com a britânica AWAL. Em um fenômeno raro para a maioria dos novos contratados por gravadoras, toda a sua discografia existente, que havia sido originalmente lançada de forma independente, foi posteriormente registrada sob esse selo em todas as plataformas digitais de música. Ulven apareceu na capa das revistas Gay Times e Dork em dezembro de 2019, assim como na capa da NME em janeiro de 2020. Ela contribuiu com o single "Kate's Not Here" para a trilha sonora original do filme de terror sobrenatural The Turning (2020). No mesmo ano, foi indicada ao prêmio de Revelação do Ano e, como resultado, à bolsa Gramo no Spellemannprisen, e foi incluída na lista anual Dazed 100 após seu single "I Wanna Be Your Girlfriend" ultrapassar 150 milhões de streams.
Em meados de 2020, girl in red se tornou um símbolo popular de identificação queer na plataforma online TikTok, onde os usuários adotaram a frase comum "Você ouve girl in red?" como uma forma discreta de perguntar se alguém é lésbica. Em novembro, lançou o single natalino avulso "Two Queens in a King Sized Bed", pouco antes de ser premiada como "Artista do Ano" no P3 Gull Awards de 2020. Seu álbum de estreia, intitulado If I Could Make It Go Quiet, foi lançado em 30 de abril de 2021.
Em 2022, assinou com a PRO (organização de direitos autorais). Em fevereiro de 2022, assinou um contrato com a gravadora Columbia Records, após o sucesso do álbum If I Could Make It Go Quiet. Em 14 de outubro de 2022, ela lançou o single, "October Passed Me By", que é uma continuação de "We Fell in Love in October".
Em 2023, foi ato de abertura em vários shows da etapa norte-americana da The Eras Tour de Taylor Swift.

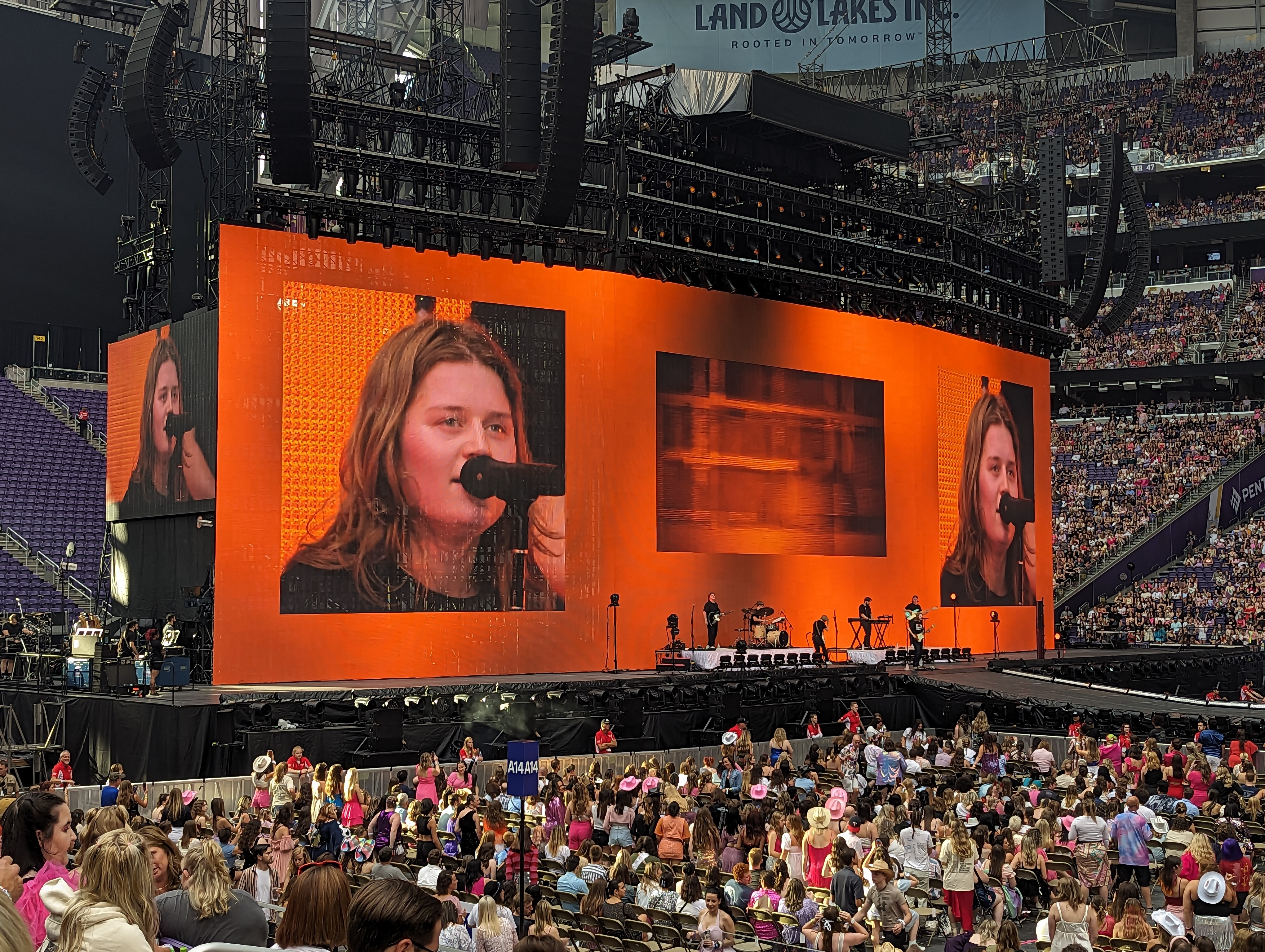
girl in red como ato de abertura da The Eras Tour, em Minneapolis

## Vida pessoal
Marie atualmente(2019) está morando no distrito de Grünerløkka, em Oslo e é abertamente lésbica, apesar de não gostar muito do termo e preferir se definir como gay ou queer. Ela recentemente terminou de estudar produção musical e composição na Westerdals Oslo School of Arts, Communication and Technology.

## Discografia

### Álbuns
| Título                      | Detalhes |
| --------------------------- | --- |
| If I Could Make It Go Quiet | - Lançamento: 30 de abril de 2021 - Gravadora: AWAL - Formato: CD, disco de vinil, fita cassete, download digital, streaming |

### EPs
| Título    | Detalhes |
| --------- | --- |
| Chapter 1 | - Lançamento: 14 de setembro de 2018 - Gravadora: AWAL, Human Sounds Records - Formato: Download digital, streaming, cassete |
| Chapter 2 | - Lançamento: 6 de setembro de 2019 - Gravadora: AWAL - Formato: Download digital, streaming                                 |

### Singles

#### Como Artista Principal
| Ano  | Título                          | Posição em Charts | Álbum/EP                    |
| Ano  | Título                          | US Rock           | Álbum/EP                    |
| ---- | ------------------------------- | ----------------- | --------------------------- |
| 2017 | "I Wanna Be Your Girlfriend"    | —                 | Chapter 1                   |
| 2017 | "Will She Come Back"            | —                 | Sem álbum                   |
| 2017 | "Dramatic Lil Bitch"            | —                 | Sem álbum                   |
| 2018 | "Say Anything"                  | —                 | Sem álbum                   |
| 2018 | "She Was the Girl in Red"       | —                 | Sem álbum                   |
| 2018 | "Summer Depression"             | —                 | Chapter 1                   |
| 2018 | "4am"                           | —                 | Chapter 1                   |
| 2018 | "Girls"                         | —                 | Chapter 1                   |
| 2018 | "We Fell in Love in October"    | 14                | Sem álbum                   |
| 2019 | "Watch You Sleep"               | —                 | Chapter 2                   |
| 2019 | "I Need to Be Alone"            | —                 | Chapter 2                   |
| 2019 | "Dead Girl in the Pool"         | —                 | Chapter 2                   |
| 2019 | "I'll Die Anyway"               | —                 | Chapter 2                   |
| 2019 | "Bad Idea!"                     | —                 | Chapter 2                   |
| 2020 | "Midnight Love"                 | —                 | If I Could Make It Go Quiet |
| 2020 | "Rue"                           | —                 | If I Could Make It Go Quiet |
| 2020 | "Two Queens in A King Size Bed" | —                 | Sem álbum                   |
| 2021 | "Serotonin"                     | —                 | If I Could Make It Go Quiet |
| 2021 | "You Stupid Bitch"              | —                 | If I Could Make It Go Quiet |

## Prêmios e indicações
| Ano  | Organização                      | Categoria                      | Trabalho                     | Resultado        |
| ---- | -------------------------------- | ------------------------------ | ---------------------------- | ---------------- |
| 2018 | GAFFA Awards                     | Norwegian Newcomer of the Year | Girl in Red                  | Venceu           |
| 2018 | P3 Gull                          | Untouched of the Year          | "I Wanna Be Your Girlfriend" | Venceu           |
| 2019 | P3 Gull                          | Newcomer of the Year           | Girl in Red                  | Indicado         |
| 2019 | DIY                              | Class of 2020                  | Girl in Red                  | Listada          |
| 2019 | Dork                             | Hype List 2020                 | Girl in Red                  | Primeira posição |
| 2020 | Music Moves Europe Talent Awards | Public Choice Award            | Girl in Red                  | Venceu           |

## Turnês

#### Artista Principal
- The World in Red Tour (2019)
- Make It Go Quiet Tour (2022)

Abrindo
- Fall Tour (2018) (Clairo)
- The Sunset Shows (2018–19) (Conan Gray)